# Sakoanala
Sakoanala es un género de plantas de la familia Fabaceae con tres especies.

## Especies
- Sakoanala capuroniana
- Sakoanala madagascariensis
- Sakoanala villosa